# Conus hopwoodi
Conus hopwoodi é uma espécie de gastrópode do gênero Conus, pertencente à família Conidae.